# Ex nunc
Ex nunc (lateinisch ab jetzt, von nun an) ist in der juristischen Terminologie die Bezeichnung für den Zeitpunkt der Wirkung ab Inkrafttreten einer Bestimmung oder Vereinbarung. In der Regel wirkt jede Rechtshandlung ex nunc. Wirkt eine Rechtshandlung ausnahmsweise für die Vergangenheit, wird von ex-tunc-Wirkung („rückwirkend“) gesprochen.

## Wirkungsweise
Vertragsverhältnisse werden beispielsweise durch eine Aufhebungsvereinbarung oder eine Kündigung für die Zukunft beendet. Alle bis dahin auf der Grundlage des Vertrages bewirkten Leistungen behalten ihren Rechtsgrund, da der Vertrag erst von nun an (ex nunc) nicht mehr besteht, gegebenenfalls nach Ablauf einer Kündigungsfrist. Bei ex tunc-Wirkung, etwa einer Anfechtung, müssten dagegen die ausgetauschten Leistungen nach Bereicherungsrecht zurückgewährt werden, weil der Vertrag dann von Anfang an nicht bestanden hat.

## Sonderfall des faktischen Vertragsverhältnisses
Ist ein Vertrag von Anfang an unwirksam (etwa mangels Geschäftsfähigkeit eines der Beteiligten) oder ist er so zu behandeln (z. B. aufgrund einer begründeten Anfechtung), kann eine Rückabwicklung u. U. unerwünschte Nebenfolgen haben und enorme praktische Probleme aufwerfen. In diesen Fällen wird unter bestimmten Voraussetzungen trotz anfänglicher Unwirksamkeit der Vertrag solange als wirksam behandelt, bis die Unwirksamkeit erkannt bzw. die Anfechtung ausgesprochen wurde, so dass ihr (entgegen dem Gesetzeswortlaut von § 142 Abs. 1 BGB) faktische ex nunc-Wirkung zukommt.
Insbesondere bei erfolgreich angefochtenen Arbeitsverhältnissen ist diese Ausnahme von hoher praktischer Relevanz.